# Cuthman von Steyning
Der Heilige Cuthman von Steyning (* vermutlich 681; † 8. Jahrhundert) war ein angelsächsischer Eremit, Kirchenerbauer und Heiliger.

## Leben

### Geburt
In der „Biografie der Heiligen“, der sogenannten Acta Sanctorum, die in der Abtei Fécamp in der Normandie aufbewahrt wird, wird angegeben, dass Cuthmann um das Jahr 681 in Devon oder Cornwall geboren wurde. Nach heutiger Sicht ist es aber wahrscheinlicher, dass er in Chidham nahe Bosham geboren wurde. Eine Geburt in Chidham zu dieser Zeit würde darüber hinaus in das Umfeld des Heiligen Wilfrid, dem Apostle of Sussex, bringen, der ihn vermutlich konvertierte und taufte.

### Reisen nach Steyning
Der Legende nach war Cuthman ein Schafhirte, der sich nach dem Tod seines Vaters um seine gelähmte Mutter kümmerte. In Zeiten großen Hungers, der die beiden zum Betteln zwang, baute Cuthman einen einrädrigen Karren, an dessen Griffen Seile befestigt waren, damit er ihn leichter bewegen konnte. Mit Hilfe dieses Karrens wollte er mit seiner Mutter umher reisen. Diese unmittelbar nach Fertigstellung begonnene Reise führte die beiden ostwärts, doch nach kurzer Zeit riss eines der Seile, sodass Cuthman ein neues aus Korb-Weide herstellen musste. Während er das neue Seil anfertigte, entschied er sich, ein erneutes Reißen des Seiles als ein Zeichen Gottes anzusehen und an der Stelle, wo dies passieren würde, eine Kirche zu errichten. Dies passierte dann an der Stelle, wo heute das Dorf Steyning liegt. Hier betete Cuthman:
“Father Almighty, you have brought my wanderings to an end; now enable me to begin this work. For who am I, Lord, that I should build a house to name? If I rely on myself, it will be of no avail, but it is you who will assist me. You have given me the desire to be a builder; make up for my lack of skill, and bring the work of building this holy house to its completion.”
„Allmächtiger Vater, Du hast meine Wanderungen zu einem Ende gebracht; nun gib mir die Kraft, mein Werk zu beginnen. Wer bin ich, Herr, dass ich dieses große Haus erbauen soll? Wenn ich mich auf mich selbst verlasse, so wird es von keinem Nutzen sein, aber Du bist es, der mich unterstützen wird. Du hast mir den Wunsch gegeben, ein Kirchenerbauer zu werden; gleiche mein fehlendes Können aus und bringe meine Arbeit an diesem heiligen Haus zu seiner Vollendung.“

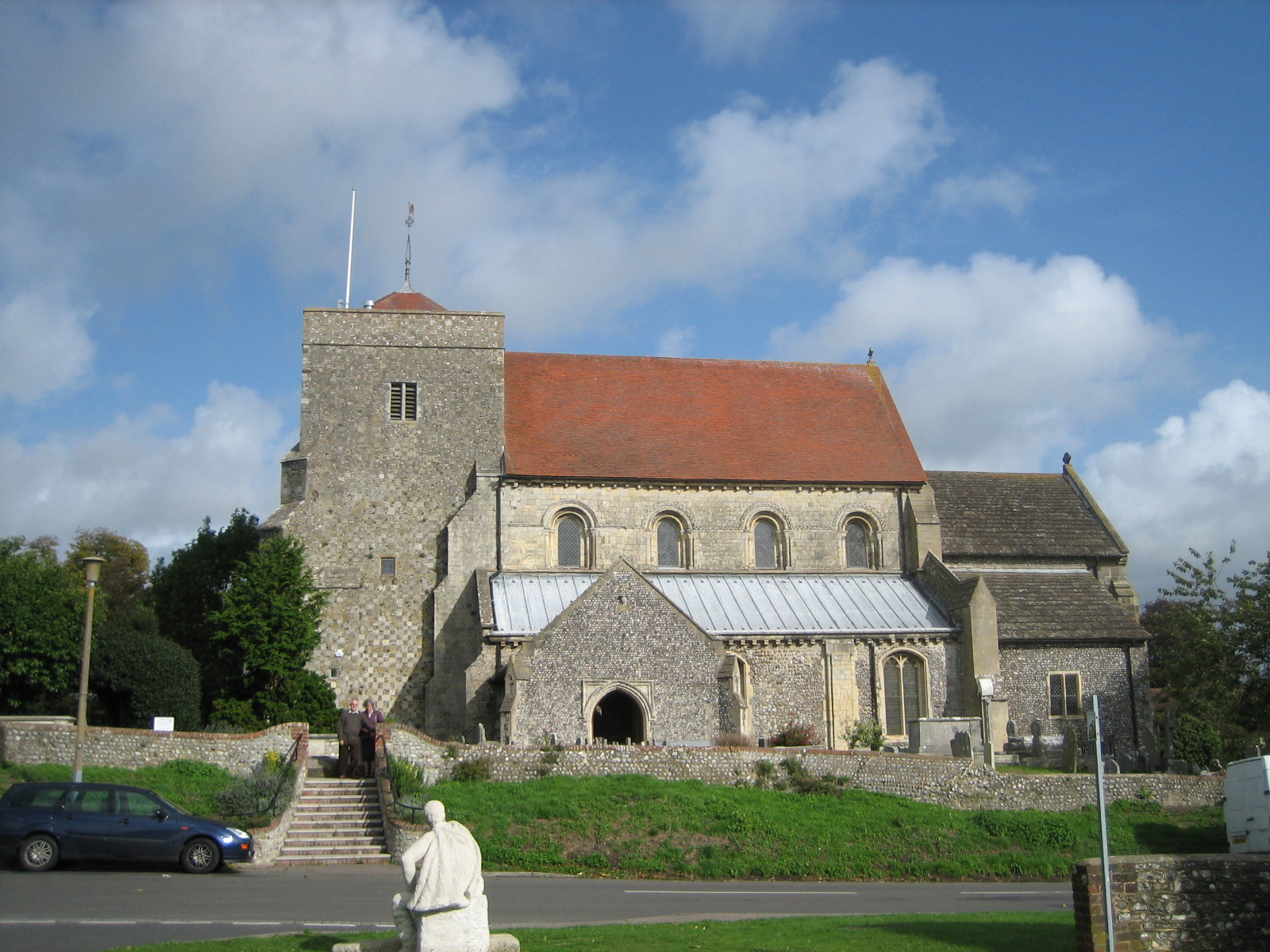
Die ehemalige St. Cuthman’s Church in Steyning, heute St. Andrew’s Church

Nachdem er eine kleine Hütte als Behausung für sich und seine Mutter erbaut hatte, begann Cuthman unter Mithilfe der Einheimischen mit der Arbeit an der Kirche. Als der Bau der Fertigstellung entgegenging und Cuthman Probleme mit dem Dachbalken hatte, kam ein Fremder vorbei und zeigte ihm, wie er den Balken zu befestigen hat. Auf die Frage nach seinem Namen antwortete der Fremde:
“I am he in whose name you are building this church.”
„Ich bin der, in dessen Namen du diese Kirche erbaust.“
Welche Lebenszeit man Cuthman auch zuschreibt, fest steht, dass die Kirche zu Steyning im Jahre 857 existierte, da der damalige König von Wessex, Æthelwulf, hier in diesem Jahr beigesetzt wurde.

### Weitere Legenden
Einer Legende zufolge wurden der Bergfried Chanctonbury Ring sowie weitere Hügel nahe Steyning durch den Teufel errichtet, der über die Christianisierung Englands so wütend war, dass er einen Kanal graben wollte, um die Christen von Sussex in der See zu ertränken. Cuthman durchschaute jedoch den Plan des Teufels und besiegte in mit einem Trick. So hielt er eine Kerze hinter ein Sieb und weckte den örtlichen Hahn. Irritiert durch das Licht, das der aufgehenden Sonne ähnelte, und den krähenden Hahn floh der Teufel, ohne seinen Plan zu vollenden.
Einer anderen Legende folgend, zeichnete der Schafhirte Cuthman mit seinem Hirtenstab eine Linie um seine Herde und verließ diese, um Nahrung zu besorgen. Als er zurückkehrte, hatte die Herde die unsichtbare Grenze nicht überschritten. Dieses Wunder soll auf einem Feld, das jahrhundertelang als St. Cuthman's Field oder St. Cuthman's Dell bekannt war, in der Nähe von Chidham stattgefunden haben. Einem Stein auf diesem Feld, der den Ort markieren soll, wo die Schafherde gewartet hat, wurden lange Zeit übernatürliche Kräfte zugeschrieben.

## Verehrung
Schon vor der normannischen Eroberung Englands wurde Cuthman in der Region um Steyning als Heiliger verehrt. Dies bezeugen Schriftstücke aus der Zeit Wilhelm des Eroberers in der Steyning als St. Cuthman's Port oder St. Cuthman's Parish bezeichnet wird.
Die Verbringung seiner Reliquien nach Fécamp machte den Heiligen Cuthman auch auf dem Kontinent bekannt und führte dazu, dass sein Gedenktag, der 8. Februar, auch in vielen religiösen Familien der Normandie gefeiert wird. Ferner ist ein Werk des deutschen Steinbildhauers Martin Schongauer bekannt, das ihn mit seinem Karren zeigt. Darüber hinaus gibt es in der Kathedrale zu Ripon einen Chorstúhl aus dem 15. Jahrhundert, der ihn mit einer dreirädrigen Schubkarre zeigt. Den Steueraufzeichnungen zu Zeiten Heinrichs des VIII zufolge gab es in Cuthmans Geburtsort Chidham eine steuerpflichtige Innung des Heiligen Cuthman.
In jüngerer Vergangenheit wurde dem Heiligen Cuthman durch Christopher Fry im Jahre 1938 das Bühnenstück The Boy with a Cart gewidmet, das im Lyric Theatre in Hammersmith aufgeführt wurde.

## Bilder

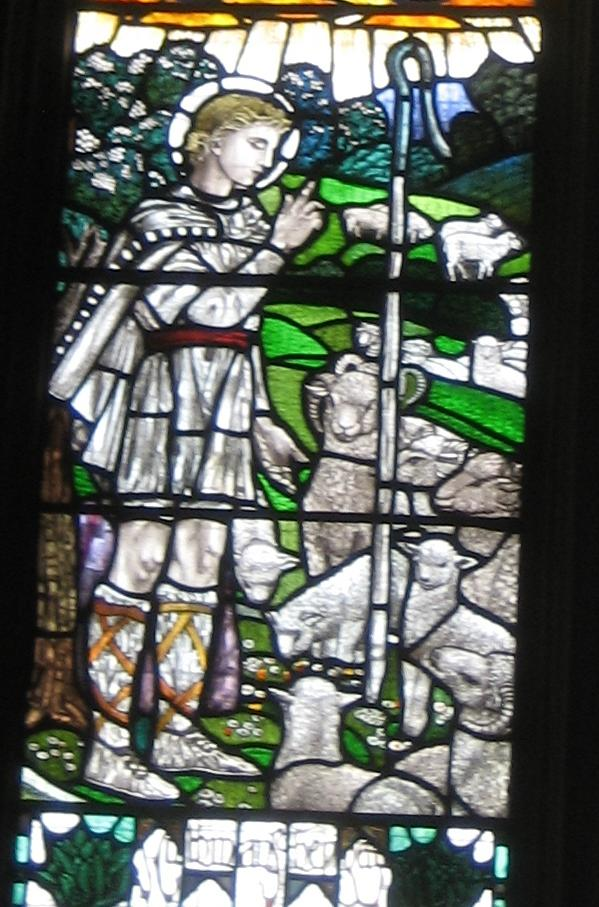
Der Schafhirte Cuthman, Kirchenfenster im Südschiff der St. Andrew’s Kirche zu Steyning
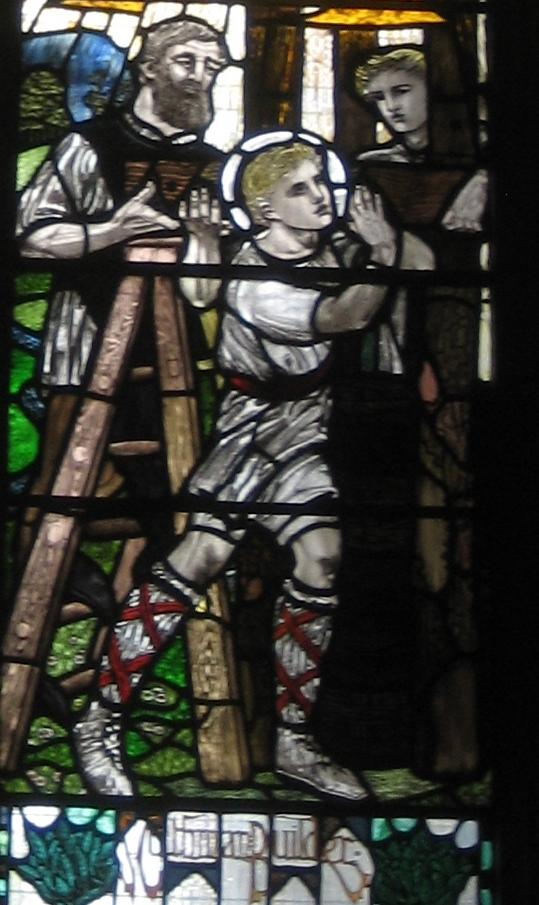
Der Kirchenerbauer Cuthman im selben Fenster